# Senckenbergische Naturforschende Gesellschaft

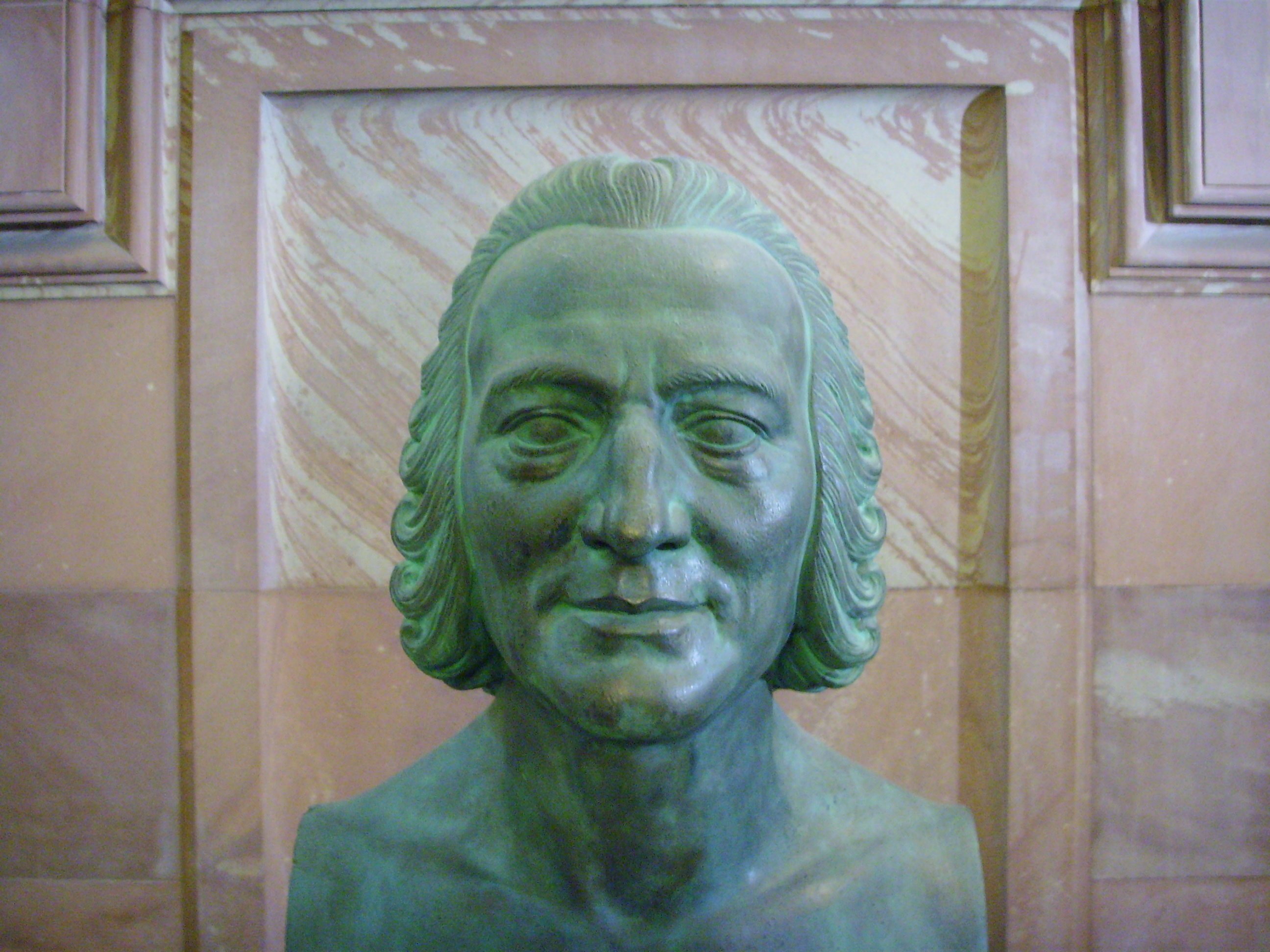
Johann Christian Senckenberg

La  Senckenbergische Naturforschende Gesellschaft (SNG) (littéralement Société naturaliste senckenbergienne) est une société savante fondée en 1817 par des habitants de Francfort-sur-le-Main à l’instigation de Goethe (1749-1832) qui visite la ville en 1815. Elle avait pour but d’encourager la recherche en histoire naturelle et de créer une muséum public. Le nom de la société commémore le docteur Johann Christian Senckenberg (1707-1772) qui joua un rôle très important dans l’histoire scientifique de la ville au cours du XVIIIe siècle.
La SNG dirige aujourd’hui le plus grand muséum d’Allemagne, le Muséum Senckenberg (ouvert dès 1821), ainsi qu’un institut de recherche domicilié au même endroit.
Cette société compte aujourd’hui 4 000 membres. Ses travaux sont particulièrement réputés en géologie, en paléontologie, en botanique, en zoologie et en anthropologie.

## Publications
La société édite ou a édité les revues suivantes :
- Senckenbergiana (1919-54)
- Senckenbergiana Lethaea (1954-)

...